# Sonntagkarspitze
Die Sonntagkarspitze ist ein 2575 m ü. A. hoher Berg im Karwendel in Tirol.

## Lage und Umgebung
Die Sonntagkarspitze liegt in der Gleirsch-Halltal-Kette, die sich im Westen zur Kaskarspitze, im Osten zur Hinteren Bachofenspitze fortsetzt. Nach Norden fallen 700 Meter hohe Felswände zum Hinterautal hin ab. Nach Süden entsendet die Sonntagkarspitze einen ausgeprägten Grat, der die Kare Kaskar im Westen und Sonntagkar im Osten trennt.
Am Gipfel treffen die vier Gemeinden Innsbruck (Katastralgemeinde Arzl), Thaur, Absam und Scharnitz zusammen.

## Wege
Der Normalweg auf den recht selten besuchten Berg führt von der Pfeishütte (1922 m ü. A.) am Talschluss des Samertals aus in ca. 2,5 Stunden zum Gipfel. Dieser Anstieg weist den Schwierigkeitsgrad I (UIAA) auf und ist markiert. Der unschwierige Weg von Südosten aus dem Sonntagkar ist technisch leichter, aber schwerer zu finden und mit 3 Stunden etwas länger. Er galt lange Zeit als Normalweg.
Der Übergang zur Kaskarspitze weist den Schwierigkeitsgrad III auf und nimmt etwa eine Stunde in Anspruch, die Hintere Bachofenspitze kann in etwa 1,5 Stunden erreicht werden (Schwierigkeit II).

## Erstbesteigung
Die Sonntagkarspitze wurde am 1. August 1870 von Hermann von Barth erstbestiegen, nachdem er am selben Tag bereits die Kaskarspitze und in den Tagen zuvor die Jägerkarspitzen und die Praxmarerkarspitzen erstbestiegen hatte. Anderen Quellen zufolge erreichte er die Sonntagkarspitze jedoch erst einen Tag später, am 2. August.